# 소광주원부인
소광주원부인 왕씨(小廣州院夫人 王氏, 생몰년 미상)는 고려의 초대 왕 태조 왕건의 제16비이다.

## 생애
경기도 광주 출신으로, 대광 왕규의 딸이다. 태조의 제15비 광주원부인과 혜종의 제2비 후광주원부인은 그녀와 자매간이다. 왕규는 후진에 사신으로 다녀왔으며, 태조가 사망할 때 그의 유명을 받들고 내외에 선포하는 중요한 일을 맡기도 한 인물이었다.
소광주원부인은 남편 태조와의 사이에서 아들 광주원군을 낳았는데, 왕규는 외손자 광주원군을 보위에 앉히기 위해 혜종을 암살하려 하다가 실패하여 945년(정종 즉위년) 음력 9월 처형당하였다(왕규의 난). 단, 왕규의 역모에 대해서는 일부 학자들 사이에서 그 해석이 엇갈리기도 한다.
그녀와 그녀의 아들 광주원군의 생애는 《고려사》에 자세히 전하는 내용이 없다. 현대 학자들 중 일부는 광주원군이 왕규의 역모 사건 때 살해되었을 것으로 추측하기도 한다. 또 반역자의 딸들도 폐출되거나 함께 살해되는 경우가 대부분으로, 소광주원부인과 그 자매들 역시 이와 같은 운명을 맞이했을 것으로 추측하기도 한다.
생몰년과 능지에 대한 기록 역시 남아있는 것이 없어 알 수 없으며, 소생은 아들 광주원군뿐이다. 호는 소광주원부인(小廣州院夫人)이다.

## 가족 관계
- 아버지: 왕규(王規, ? ~945)
  - 자매: 태조의 15비 광주원부인(廣州院夫人)
  - 자매: 혜종의 2비 후광주원부인(後廣州院夫人)
  - 남편 : 제1대 태조(太祖, 877~943 재위: 918~943)
    - 아들: 광주원군(廣州院君)

## 소광주원부인이 등장하는 작품

### TV 드라마
- 《제국의 아침》 (KBS, 2002년~2003년, 배우: 서미애)